# Genie in a Bottle
"Genie In a Bottle" é uma canção gravada pela cantora americana Christina Aguilera para seu álbum de estreia, Christina Aguilera (1999). A canção foi escrita pelo seus produtores Steve Kipner e David Frank. Lançado como o primeiro single de Aguilera, "Genie in a Bottle" lhe rendeu um enorme sucesso comercial, e estabilizando o nome de Aguilera na indústria da música.
O single alcançou o top 10 em mais de 40 países, e alcançou a posição número #1 na Billboard Hot 100, bem como em vários países latino-americanos, além de Canadá, Áustria, Noruega, Espanha, Dinamarca, Bélgica e Reino Unido. "Genie In a Bottle" ficou por cinco semanas consecutivas no topo da Billboard. Os críticos avaliaram positivamente "Genie in a Bottle", chamando-o de maduro, inteligente e provocativo. A performance vocal de Aguilera também foi elogiada e aclamada pela crítica. A canção, que foi considerado como um cativante hino em si, se tornou o maior sucesso de verão de 1999. O vídeo da música "Genie in a Bottle" venceu em várias tabelas airplay, incluindo a MTV. A canção é considerada um dos maiores sucessos de Aguilera. Hit que chegou ao topo das principais paradas, incluindo o topo da Worldchart.
"Genie In a Bottle" fez um enorme sucesso nos Estados Unidos vendendo mais de 1,4 milhão de cópias e foi certificado como platina, o single vendeu pouco mais de 7 301 milhões em todo o mundo. "Genie In a Bottle" recebeu indicação para o Grammy Award na categoria "Melhor Performance Pop Vocal Feminina" em 2000.

## Antecedentes

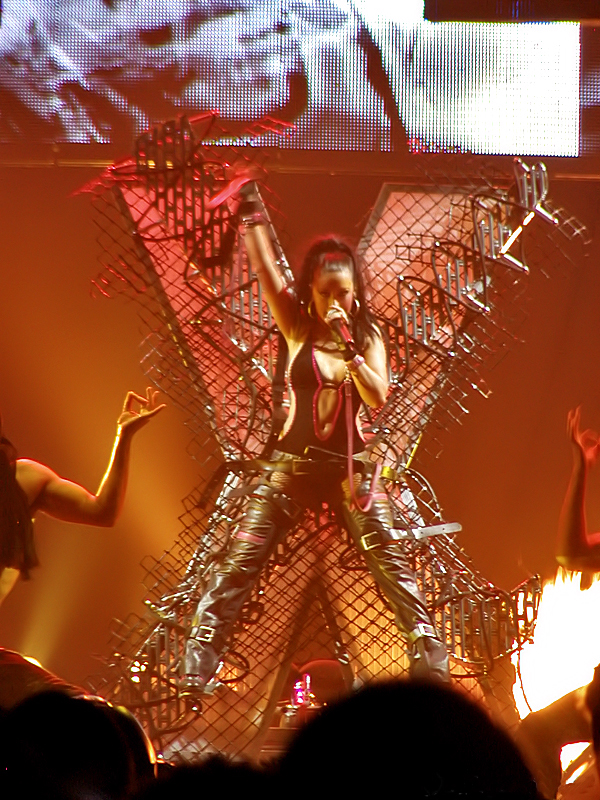
Aguilera apresentando "Genie in a Bottle" durante a turnê Stripped World Tour (2003).

Após receber a notícia de que a re-produção do programa infantil The Mickey Mouse Club (1993-94) entraria em sua última temporada, Aguilera determinou-se em lançar seu álbum de estreia entre 1994 e 1995, época na qual completava o ensino médio. Para este disco, ela gravou canções com os produtores Roberts Alleca e Michael Brown, porém encerrou a parceira após insatisfazer-se com o resultado final. Apesar de ter recebido propostas para continuar com a dupla, Christina viajou ao Japão, com a intenção de iniciar sua carreira musical. Lá, ela recebeu uma oportunidade de colaborar com a cantora pop local Keizo Nakanishi na faixa "All I Wanna Do", embora a experiência tenha falhado em obter um desempenho comercial positivo. Ao passo em que buscava oportunidades de iniciar sua carreira, Aguilera chamou a atenção de Steve Kurtz, que posteriormente tornou-se seu empresário. Antes de tornar-se cliente de Kurtz, Aguilera havia assinado um contrato com Ruth Inniss para ser sua porta-voz, o que acabou não acontecendo.
Kurtz então decidiu ajudar Aguilera para dar início a sua carreira musical, enviando fitas de demonstração para várias gravadoras. A primeira resposta positiva veio por parte da RCA Records, que disse a Christina para que contatasse a Disney. Com concordância da RCA, a Disney entregou a Aguilera a chance de gravar "Reflection" para a trilha sonora do filme de animação infantil Mulan (1998). Aguilera acabou por ser contratada pela editora, apesar de passar por dificuldades financeiras. "Consegui um contrato discográfico ao mesmo tempo em que estava na trilha sonora de Mulan. Eu tinha acabado de completar dezessete anos de idade, e durante a mesma semana, eu já tinha as duas coisas. Primeiramente, gravei a trilha sonora de Mulan e, meses depois, eu estava em Los Angeles gravando o disco durante seis meses", disse a artista sobre a contratação. Quando questionado sobre a canção e a contratação de Aguilera, o então diretor executivo da RCA Ron Fair disse: "Ela é uma gênia sinistra cantando. Ela foi colocada na terra para cantar, e eu trabalhei com um monte de cantores. (...) Quando Aguilera encontrou-se conosco, não se importava de que estava fazendo testes para um contrato discográfico; ela entrou em um clima de performance que você vê no artista mais maduro do que ela é".
Depois de ser convidada para acertar uma nota musical necessária para "Reflection", Aguilera pensou que a música poderia ser a "porta de entrada" para um contrato. Ela passou horas regravando "Run to You", de Whitney Houston, que incluiu a nota que era necessária para "Reflection". Após atingir a nota, que foi descrita pela própria como a "nota que mudou a [minha] vida", Aguilera finalmente gravou para a canção. Para a gravação, ela ficou em Los Angeles durante cerca de uma semana. Embora tenha ficado cada vez mais exausta durante as sessões de gravação, ela implorou para ficar na cidade, após descobrir que uma orquestra de noventa pessoas chegaria para gravar o instrumental da faixa. Após testemunhar o evento, ela descreveu tal experiência como "incrível". Com o sucesso da faixa, a RCA pediu para que a cantora desse início às gravações de seu álbum de estreia e definiu sua data de lançamento para setembro de 1998, para manter a "propaganda" acerca de Aguilera naquele momento. A gravadora entregou todo o necessário para a produção do álbum e apresentou a Christina faixas que poderiam estar incluídas no disco, que recebeu outra data de lançamento, definida para janeiro de 1999.

## Desenvolvimento e gravação
Carla Ondrasik, então executiva da EMI, apresentou David Frank e Steve Kipner um ao outro, já que os considerava seus compositores mais proeminentes. Frank e Kipner começaram a trabalhar juntos e mais tarde reuniram-se com Pamelia Sheyne. Na noite anterior ao início do processo de composição da faixa, Frank teve a ideia de fazer uma canção que consistia de um loop de oito compassos, embora "houvesse mudanças a cada compasso". Ao apresentá-la para Sheyne, a artista teve a ideia da linha "If you wanna be with me", a qual David afirmou ter gostado. O trio continuou a escrever em uma sessão de composição definida como "realmente muito rápida"; a principal intenção era criar um hit. Todos concordaram que o intelecto deveria ser deixado para depois. Por fim, decidiram que uma mulher seria mais compatível com a letra, e Frank citou que Aguilera seria "uma boa escolha".
A cantora adicionou apenas um gancho à letra final, comentando que não havia tempo o suficiente entre as gravações da trilha de Mulan e as de Christina Aguilera para que ela pudesse ajudar na escrita. Mais tarde, ela afirmou que teve um papel substancial durante a produção, na qual disse ter ajustado instrumentos e letra após ficar descontente com o aspecto "áspero" da primeira versão. Embora a obra tenha sido originalmente apresentada como "If You Want to Be with Me", a estadunidense sugeriu a troca para "Genie in a Bottle". O título foi concebido para apresentar um tema árabe, o que faria com que a gravadora aproveitasse para usar na divulgação joias frisadas e figurino específico. Antes de ser gravada por Aguilera, a composição recebeu interesse da equipe do então futuro grupo Innocence, que sentiu que era mais provável que ela se tornasse bem-sucedida nas mãos da banda. No entanto, após pressões de Ron Fair, Frank, Kipner e Sheyne permitiram que a artista gravasse a música. Depois do término das sessões, eles disseram não ter dúvidas de que ela era a pessoa certa para cantá-la.
A versão de demonstração que a equipe da gravadora ouviu originalmente serviu de base para a final; Aguilera simplesmente substituiu os vocais da demo pelos seus e os compositores fizeram alterações com objetivo de melhorá-los. Depois de terminarem a produção da primeira gravação, eles sentiram que os vocais da cantora soavam "árduos". De tal forma, fizeram uma segunda, na qual eles ficaram mais "suaves", como desejado. Kipner mostrou-se impressionado pelo desempenho da artista, comparando-a a artistas como Chaka Khan, Etta James e Mariah Carey.

## Gravação
"Genie in a Bottle" tem sido descrito como um teen pop e dance-pop em recorde com publicações observando a mensagem de jovem com o New York Times dizendo que "Um dos catchiest singles do verão capta a ansiedade o momento sobre teen" . A trilha tem sido descrito como "a alma de olhos azuis" e tem sido rotulado como "uma batida de dança arisco, impulsionado pela indecisão" Meu corpo está dizendo vamos [...] mas o meu coração está dizendo não "". O coro depois joga com "batidas dance Bubbly" como Aguilera metaforicamente se descreve como um gênio aprisionado, e só pode ser liberado quando esfregou "o caminho certo", ela explicou: "Se você ouvir as palavras" Meu corpo está dizendo vamos ir, mas meu coração está dizendo não ". meu coração está dizendo que não. Então é realmente uma música sobre auto-estima e de me tratar do jeito que eu gostaria de ser tratada antes de eu dar o meu amor embora a ninguém". referências sexuais vêm também do "oohs e ahs", além do R&B improvisação, celebridades como Debbie Gibson falou contra a canção dizendo que ela estava "horrorizado" com o lirismo que está sendo realizado por uma jovem de 18 anos de idade, o comentário foi em perturbar Aguilera, que a encontrou sendo uma mulher estava a restringir o que ela poderia executar. O lirismo na pista tinha referências sexuais que viu surgir a controvérsia, Flick Larry da Billboard, comentou: "Alimentada por um sulco chugging e vocais ricamente em camadas, as melodia é pontuada por um comando soprosa para "esfregar do jeito certo" ", Aguilera explicou que "a música não é sobre sexo, é sobre auto-respeito. é sobre não ceder à tentação até que você é respeitado. Em Malásia as letras polêmicas que ganhou uma proibição que levou Aguilera para regravar algumas das letras, tais como, "hormônios correndo" para "corrida batimentos" e "esfregar o caminho certo" para "me tratar da maneira certa".

## Desempenho nas Paradas
Baseado em airplay, as vendas foram forte junto com as vendas de CDs, "Genie in a Bottle" alcançou o número #1 na Billboard Hot 100, ficou lá por oito semanas consecutivas e se tornou a maior canção verão de 1999. Nesse ponto, ele teve a permanência mais longa no número de todo o ano, a subordinação de Ricky Martin em "Livin' La Vida Loca" e Jennifer Lopez em "If You Had My Love", apesar de Carlos Santana, mais tarde, no ano de tomar o single, "Smooth", para o número um na parada com uma corrida de 10 semanas. O sucesso de "Genie in a Bottle" marcou a terceira vez no ano que um novo artista feminina alcançou o número #1 na Billboard Hot 100 com seu single de estreia, sendo o primeiro de Britney Spears com "...Baby One More Time", e a segunda sendo Jennifer Lopez com "If You Had My Love". Ela já vendeu mais de 1,4 milhões de cópias físicas nos Estados Unidos, tornando-se um dos singles mais vendidos de Aguilera. O sucesso dos singles de Christina Aguilera e os de Britney Spears levou a imprensa a criar uma rivalidade entre as duas, sendo que logo mais tarde as duas cantoras subiram ao palco para homenagear Whitney Houston e desmentiram a rivalidade, revelando que era amigas de infância.
A canção também foi um sucesso em outras paradas da Billboard, como: No topo da Top 40 Mainstream, Top 40 Tracks e Rhythmic Top 40. A canção ainda conseguiu alcançar o Top 40 Adult, e a versão em espanhol da canção, "Genio Atrapado", foi um sucesso modesto nas paradas Latinas. As fortes vendas garantiu a certificação de um single platina. "Genie in a Bottle" ficou na Billboard Hot 100 por 25 semanas e 24 semanas no Reino Unido. Internacionalmente, a dominância gráfico semelhante foi visto, como a faixa foi número um em ambos do Reino Unido e Canadá por várias semanas. É traçado dentro do top cinco em cada país, traçado. No geral, a música é o segundo maior single de Aguilera, atrás de "Lady Marmalade", uma colaboração com Lil' Kim, Mya e Pink. "Genie in a Bottle" foi disco de platina na Alemanha para a venda de mais de 500 000 unidades. O single também foi certificada platina na Austrália para a venda de mais de 70 000 unidades.
"Genie in a Bottle" tornou-se o primeiro #1 de Aguilera na parada de singles no mundo inteiro, onde permaneceu nas paradas por 29 semanas e terminou em 3º na tabela de fim de ano. "Genie in a Bottle" foi disco de platina em quase todos os países em que foi lançado, vendendo 1,4 milhões de cópias nos Estados Unidos. Ele alcançou a posição #7 nas paradas de fim de ano nos Estados Unidos. A canção também foi classificado #38 no VH1 em 100 Maiores Hits de 199.

## Videoclipe
O videoclipe foi dirigido por Diane Martel e filmado em uma das praias da Califórnia, Estados Unidos. O clipe de "Genie in a Bottle" inicia à noite, Christina está numa casa de praia e canta na varanda da casa, depois de alguns segundos, sai de lá e se dirige a casa de uma amiga, de onde observam os garotos na praia, também aparecem cenas de uma coreografia junto a 5 ou 6 bailarinos, Christina veste roupa estilo oriente médio, com calça laranja, cabelo preso, simulando ser um gênio (fazendo referência ao título da canção). O resto do video é muito similar ao início, sem muitos destaques, respeitando o tema inicial nos mais de três minutos de duração do mesmo. O clipe estreou em Julho em canais de videoclipes de muita importância como MTV, MuchMusic, entre outros. No programa TRL da MTV, o video chegou a #1 posição em alguns dias e, ao cumprir 65 dias dentro do programa, foi retirado. "Genie In a Battle" foi o primeiro (1°) clipe oficial de Aguilera.
A versão espanhola do clipe (denominada Genio atrapado) também foi dirigida por Diane Martel e filmada na Califórnia. É quase igual a versão em inglês; No videoclipe foram editadas imagens de ambas versões. A versão espanhola foi lançada nos EUA, América Latina, Espanha e alguns países da Europa. O videoclipe conta com a participação do ator Josh Duhamel.

## Outras versões

### Genio atrapado e Genie 2.0
Aguilera fez uma versão em espanhol, chamada Genio Atrapado que foi lançada a partir do seu álbum em espanhol, Mi Reflejo e também uma versão Eletropop intitulada "Genie 2.0" que foi incluída no seu album de grandes sucessos Keeps Gettin 'Better: A Decade of Hits (2008).

### Genie in a Bottle (Descendants version)
Em 2016, a atriz Dove Cameron, regravou a música para o filme Descendants da Disney. O video já tem 97 520 124 visualizações no Youtube do DisneyMusicVEVO.

## Legado
"Genie in a Bottle" tem sido amplamente considerado como uma das músicas de assinatura de Aguilera. Esta música ganhou seu sucesso e credibilidade entre os críticos de música. Também é creditado por redefinir o som da música do final dos anos 90. A Rolling Stone diz sobre Aguilera, "Mesmo em seus dias de adolescente" Genie in a Bottle ", ela estava modelando sua técnica dramática e melisática em heroínas da velha escola, como Etta James". Foi classificado em quinto lugar na lista da Rolling Stone das maiores canções de verão dos ano 1990. Também ficou em 38º lugar nas 100 Maiores Canções dos anos 90 do VH1.

## Desempenho nas tabelas musicais
| Charts (1999)                                                      | Posição |
| ------------------------------------------------------------------ | ------- |
| Alemanha (Oficial German Charts)                                   | 2       |
| Austrália (ARIA)                                                   | 2       |
| Áustria (Ö3 Austria Top 40)                                        | 1       |
| Bélgica (Ultratop 50 de Flandres)                                  | 1       |
| Bélgica (Ultratop 50 da Valônia)                                   | 3       |
| Brasil (ABPD)                                                      | 4       |
| Canadá (Canadian Hot 100)                                          | 1       |
| Dinamarca (Billboard)                                              | 1       |
| União Europeia (European Hot 100)                                  | 1       |
| Escócia (Official Charts Company)                                  | 4       |
| Estados Unidos (Billboard Hot 100)                                 | 1       |
| Estados Unidos (Adult Pop Songs)                                   | 31      |
| Estados Unidos (Mainstream Top 40)                                 | 1       |
| Estados Unidos (Rhythmic)                                          | 1       |
| Estados Unidos (Hot Latin Songs) (Versão Espanhol: Genio Atrapado) | 13      |
| Estados Unidos (Latin Pop Songs) (Versão Espanhol: Genio Atrapado) | 13      |
| Espanha (PROMUSICAE)                                               | 1       |
| Finlândia (Lista Virallinen Suomen)                                | 6       |
| França (SNEP)                                                      | 3       |
| Islândia (Íslenski Listinn Topp 40)                                | 16      |
| Irlanda (Irish Recorded Music Association)                         | 2       |
| Nova Zelândia (Recorded Music NZ)                                  | 2       |
| Noruega (VG-lista)                                                 | 1       |
| Países Baixos (Dutch Top 40)                                       | 3       |
| Países Baixos (Single Top 100)                                     | 3       |
| Reino Unido (Official Charts Company)                              | 1       |
| Suécia (Sverigetopplistan)                                         | 5       |
| Suíça (Schweizer Hitparade)                                        | 2       |

| Chart (1999)                          | Posição |
| ------------------------------------- | ------- |
| Alemanha (Oficial German Charts)      | 7       |
| Austrália (ARIA)                      | 10      |
| Áustria (Ö3 Austria Top 40)           | 9       |
| Canadá (Canadian Hot 100)             | 12      |
| Estados Unidos (Billboard Hot 100)    | 7       |
| União Europeia (European Hot 100)     | 5       |
| França (SNEP)                         | 29      |
| Nova Zelândia (Recorded Music NZ)     | 3       |
| Países Baixos (Single Top 100)        | 35      |
| Roménia (Romanian Top 100)            | 11      |
| Reino Unido (Official Charts Company) | 13      |
| Suécia (Sverigetopplistan)            | 39      |
| Suíça (Schweizer Hitparade)           | 10      |

| Chart (1990-1999)                  | Posição |
| ---------------------------------- | ------- |
| Estados Unidos (Billboard Hot 100) | 43      |

## Certificação
| País                                                                      | Certificação | Vendas    |
| ------------------------------------------------------------------------- | ------------ | --------- |
| Alemanha (BVMI)                                                           | Platina      | 500 000^  |
| Austrália (ARIA)                                                          | Platina      | 70 000^   |
| Austria (IFPI Austria)                                                    | Ouro         | 25 000*   |
| Bélgica (BEA)                                                             | Platina      | 50 000*   |
| Estados Unidos (RIAA)                                                     | Platina      | 1 436 000 |
| França (SNEP)                                                             | Ouro         | 300 000   |
| Nova Zelândia (RMNZ)                                                      | Platina      | 10 000*   |
| Reino Unido (BPI)                                                         | Platina      | 716 000   |
| Suécia (GLF)                                                              | Platina      | 30 000^   |
| Suíça (IFPI Suíça)                                                        | Ouro         | 25 000^   |
| *Vendas baseadas no Certificado \| ^Vendas estimar baseada no certificado |              |           |

## Histórico de lançamento
| País           | Data de lançamento    | Formato                  | Gravadora         | Ref.          |
| -------------- | --------------------- | ------------------------ | ----------------- | ------------- |
| Estados Unidos | 22 de Junho de 1999   | Cassette single          | RCA               | [ 57 ]        |
| Estados Unidos | 22 de Junho de 1999   | CD single                | RCA               | [ 58 ]        |
| Reino Unido    | 29 de Junho de 1999   | CD single                | RCA • Sony BMG    | [ 59 ]        |
| Alemanha       | 9 de Agosto de 1999   | Maxi single              | RCA International | [ 60 ]        |
| Reino unido    | 11 de Outubro de 1999 | CD single – Part 1 and 2 | RCA • Sony BMG    | [ 61 ] [ 62 ] |